# 鬼玩人：燃燒
《鬼玩人：燃燒》（英語：Evil Dead Burn）是一部2026年美國超自然恐怖電影，2023年電影《鬼玩人：復活》續集，《鬼玩人》系列第六部電影，由塞巴斯蒂安·瓦尼切克執導，弗洛朗·貝爾納（Florent Bernard）和瓦尼切克共同編劇，蘇海拉·雅各布、杭特·杜漢、盧西亞娜·布坎南和譚蒂·萊特主演。
《鬼玩人：燃燒》由華納兄弟影業排定2026年7月24日於美國上映。

## 演員
- 蘇海拉·雅各布
- 杭特·杜漢
- 盧西亞娜·布坎南
- 譚蒂·萊特（英语：Tandi Wright）

## 製作
2024年2月，據稱《鬼玩人：復活》續集正在製作中。塞巴斯蒂安·瓦尼切克簽約執導，弗洛朗·貝爾納（Florent Bernard）和瓦尼切克共同編劇。《鬼玩人》系列創作者山姆·萊米在看過瓦尼切克的長片處女作《魔蛛巢城》後對他印象深刻。萊米和勞勃·泰普特擔任製片人，布魯斯·坎貝爾和李·克寧擔任執行製片人。2025年5月，蘇海拉·雅各布簽約擔任主演，該片將由新線影業和索尼影視娛樂投資製作。同月底，杭特·杜漢、盧西亞娜·布坎南和譚蒂·萊特參與演出。

### 拍攝
該片於2025年7月22日展開主要攝影，菲力普·羅扎諾（Philip Lozano）擔任攝影師。

## 發行
《鬼玩人：燃燒》由華納兄弟影業排定2026年7月24日於美國上映；索尼影視娛樂負責除英國和法國以外的所有國際地區發行。

## 外部連結
- 互联网电影数据库（IMDb）上《鬼玩人：燃燒》的资料（英文）